# Società Sportiva Calcio Napoli 1972-1973
Questa voce raccoglie le informazioni riguardanti la Società Sportiva Calcio Napoli nelle competizioni ufficiali della stagione 1972-1973.

## Stagione
Nella stagione 1972-1973 il Napoli disputa il campionato di Serie A, con 28 punti si piazza in nona posizione. Lo scudetto lo ha vinto con 45 punti la Juventus, lotta a tre per il titolo decisa sul filo di lana, all'ultima giornata la Juventus vince a Roma con i giallorossi (1-2), il Milan perde (5-3) a Verona, e la Lazio perde a Napoli (1-0), la classifica finale recita: Juventus 45 punti, Milan 44 punti e Lazio 43 punti. Retrocedono L'Atalanta con 24 punti, il Palermo con 17 punti e la Ternana con 16 punti.

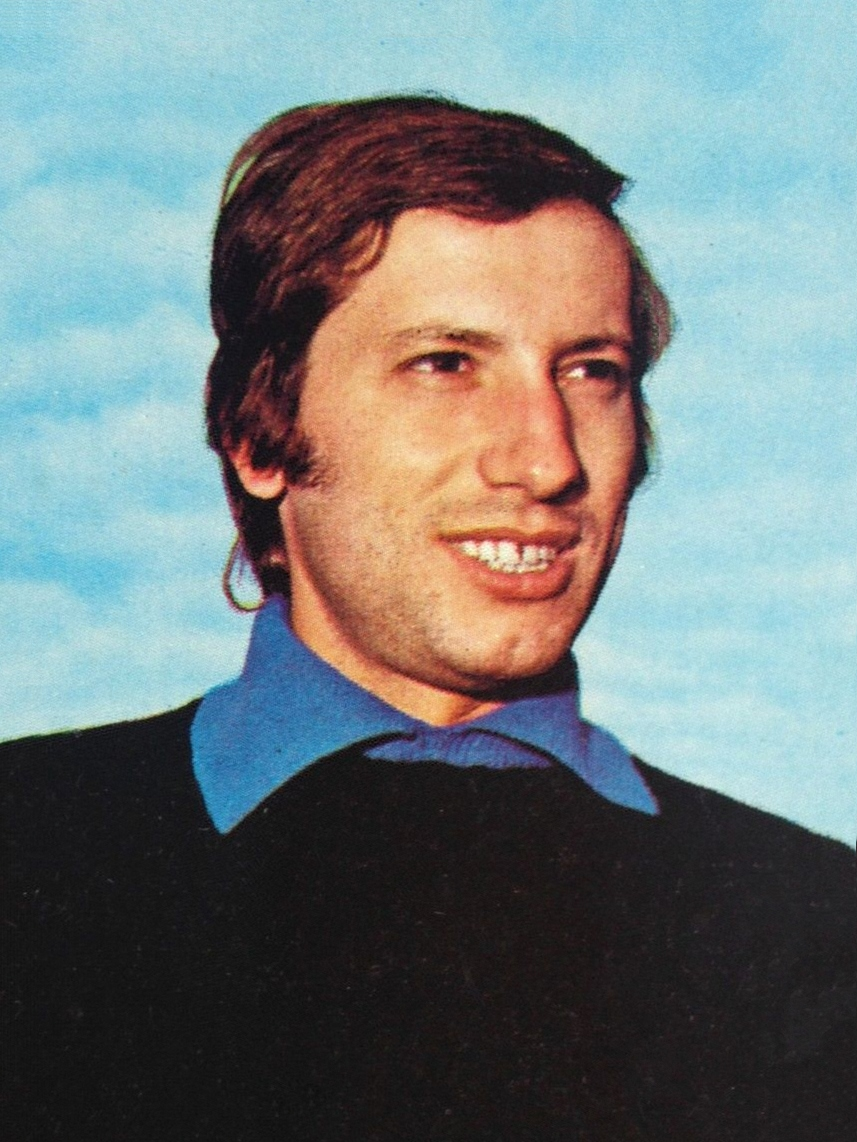
Pietro Carmignani, nuovo numero uno azzurro, nonostante alcune topiche si guadagnerà le simpatie dei tifosi napoletani che lo ribattezzeranno Gedeone

La squadra partenopea di Corrado Ferlaino è allenata per questa stagione da Giuseppe Chiappella. Molto rivoluzionata nei ranghi, disputa un campionato di centro classifica, segnando poco, solo 18 reti in 30 partite, il miglior realizzatore stagionale è Giuseppe Damiani con 7 reti, di cui 6 in campionato e una in Coppa Italia. Buona invece la difesa napoletana, che con 20 reti subite è una delle migliori del torneo. Nel girone di andata i biancoazzurri hanno raccolto solo 12 punti e navigavano in acque perigliose, meglio il ritorno con 16 punti ottenuti, e una posizione di classifica più tranquilla.
In Coppa Italia il Napoli è inserito nel settimo girone, disputato prima del campionato che il Napoli ha vinto con 7 punti, passando al girone di finale B disputato al termine del campionato, il Napoli vi arriva terzo, lo vince il Milan, che il 1º luglio in finale batte la Juventus che ha vinto il girone di finale A, i rossoneri vincono (6-3) dopo i tiri di rigore, e riconquistano il trofeo già vinto la stagione prima.

## Divise
| Casa | Trasferta | Portiere | Portiere |

## Organigramma societario
- Presidente: Corrado Ferlaino
- Direttore generale: Franco Janich
- Allenatore: Giuseppe Chiappella

## Rosa
| N. |                   | Ruolo | Calciatore           |
| -- | ----------------- | ----- | -------------------- |
|    | Italia (bandiera) | P     | Pietro Carmignani    |
|    | Italia (bandiera) | P     | Aldo Nardin          |
|    | Italia (bandiera) | D     | Giuseppe Bruscolotti |
|    | Italia (bandiera) | D     | Mario Calosi         |
|    | Italia (bandiera) | D     | Pantaleo De Gennaro  |
|    | Italia (bandiera) | D     | Dino Panzanato       |
|    | Italia (bandiera) | D     | Luigi Pogliana       |
|    | Italia (bandiera) | D     | Angelo Rimbano       |
|    | Italia (bandiera) | D     | Giovanni Vavassori   |
|    | Italia (bandiera) | D     | Mario Zurlini        |
|    | Italia (bandiera) | C     | Salvatore Esposito   |
|    | Italia (bandiera) | C     | Domenico Fontana     |

| N. |                    | Ruolo | Calciatore                 |
| -- | ------------------ | ----- | -------------------------- |
|    | Italia (bandiera)  | C     | Giovanni Improta           |
|    | Italia (bandiera)  | C     | Antonio Juliano (capitano) |
|    | Italia (bandiera)  | C     | Mauro Pincelli             |
|    | Italia (bandiera)  | C     | Bruno Ranieri              |
|    | Italia (bandiera)  | A     | Alessandro Abbondanza      |
|    | Brasile (bandiera) | A     | Faustino Jarbas Canè       |
|    | Italia (bandiera)  | A     | Giovanni Ferradini         |
|    | Italia (bandiera)  | A     | Giorgio Mariani            |
|    | Italia (bandiera)  | A     | Alberto Motti              |
|    | Italia (bandiera)  | A     | Giuseppe Damiani           |
|    | Italia (bandiera)  | A     | Gaspare Umile              |

## Calciomercato
| Acquisti | Acquisti              | Acquisti     | Acquisti   |
| R.       | Nome                  | da           | Modalità   |
| -------- | --------------------- | ------------ | ---------- |
| A        | Alessandro Abbondanza | Lazio        | definitivo |
| D        | Giuseppe Bruscolotti  | Sorrento     | definitivo |
| A        | Cané                  | Bari         | definitivo |
| P        | Pietro Carmignani     | Juventus     | definitivo |
| A        | Giuseppe Damiani      | L.R. Vicenza | prestito   |
| A        | Giorgio Mariani       | Verona       | definitivo |
| P        | Aldo Nardin           | Varese       | definitivo |
| D        | Angelo Rimbano        | Varese       | definitivo |
| C        | Domenico Fontana      | L.R. Vicenza | prestito   |
| D        | Giovanni Vavassori    | Atalanta     | definitivo |

| Cessioni | Cessioni                 | Cessioni     | Cessioni   |
| R.       | Nome                     | a            | Modalità   |
| -------- | ------------------------ | ------------ | ---------- |
| A        | José Altafini            | Juventus     | definitivo |
| A        | Emiliano Macchi          | Fiorentina   | definitivo |
| A        | Pierpaolo Manservisi     | Lazio        | definitivo |
| C        | Vincenzo Montefusco      | L.R. Vicenza | prestito   |
| D        | Carlo Ripari             | L.R. Vicenza | prestito   |
| A        | Angelo Benedicto Sormani | Fiorentina   | definitivo |
| D        | Giacomo Vianello         | Atalanta     | definitivo |
| P        | Dino Zoff                | Juventus     | definitivo |
| D        | Mario Perego             | Fiorentina   | definitivo |
| A        | Gian Carlo Pulitelli     | Reggina      | prestito   |

## Risultati

### Serie A

#### Girone di andata
| Arbitro: | Motta (Monza) |

|             |           |  |
| Damiani 60’ | Marcatori |  |

| Bergamo 1º ottobre 1972 2ª giornata | Atalanta            | 0 – 0 | Napoli | Stadio Comunale\| Arbitro: \| Francescon (Padova) \| |
| Arbitro:                            | Francescon (Padova) |       |        |                                                      |

| Arbitro: | Michelotti (Parma) |

|                 |           |  |
| Damiani 5’, 90’ | Marcatori |  |

| Arbitro: | Lo Bello (Siracusa) |

|              |           |  |
| Scaratti 35’ | Marcatori |  |

| Arbitro: | Menegali (Roma) |

|                                         |           |  |
| Improta 5’ (rig.), 75’ Merlo 89’ (aut.) | Marcatori |  |

| Arbitro: | Giunti (Arezzo) |

|                        |           |  |
| Facchetti 81’ Moro 83’ | Marcatori |  |

| Arbitro: | Serafino (Roma) |

|             |           |             |
| Mariani 72’ | Marcatori | 42’ Capello |

| Arbitro: | Gussoni (Tradate) |

|              |           |  |
| Ballabio 11’ | Marcatori |  |

| Arbitro: | Carminati (Milano) |

|                        |           |              |
| Bergamaschi 10’ (aut.) | Marcatori | 5’ Jacomuzzi |

| Torino 10 dicembre 1972 10ª giornata | Torino            | 0 – 0 | Napoli | Stadio Comunale\| Arbitro: \| Angonese (Mestre) \| |
| Arbitro:                             | Angonese (Mestre) |       |        |                                                    |

| Arbitro: | R. Lattanzi (Roma) |

|                       |           |  |
| Ghetti 11’ Perani 39’ | Marcatori |  |

| Napoli 24 dicembre 1972 12ª giornata | Napoli              | 0 – 0 | Milan | Stadio San Paolo\| Arbitro: \| Lo Bello (Siracusa) \| |
| Arbitro:                             | Lo Bello (Siracusa) |       |       |                                                       |

| Arbitro: | Barbaresco (Cormons) |

|             |           |  |
| S. Gori 43’ | Marcatori |  |

| Genova 7 gennaio 1973 14ª giornata | Napoli            | 0 – 0 | Sampdoria | Stadio Luigi Ferraris\| Arbitro: \| Gussoni (Tradate) \| |
| Arbitro:                           | Gussoni (Tradate) |       |           |                                                          |

| Arbitro: | Gonella (Torino) |

|                                        |           |  |
| Manservisi 51’ Nanni 69’ Chinaglia 87’ | Marcatori |  |

#### Girone di ritorno
| Terni 28 gennaio 1973 16ª giornata | Ternana                       | 0 – 0 | Napoli | Stadio Libero Liberati\| Arbitro: \| Mascali (Desenzano del Garda) \| |
| Arbitro:                           | Mascali (Desenzano del Garda) |       |        |                                                                       |

| Arbitro: | Angonese (Mestre) |

|            |           |  |
| Damiani 4’ | Marcatori |  |

| Arbitro: | Pieroni (Roma) |

|            |           |  |
| Galuppi 6’ | Marcatori |  |

| Arbitro: | Lo Bello (Siracusa) |

|             |           |  |
| Damiani 22’ | Marcatori |  |

| Arbitro: | Reggiani (Bologna) |

|              |           |  |
| Saltutti 73’ | Marcatori |  |

| Arbitro: | Angonese (Mestre) |

|                                |           |  |
| S. Esposito 44’ D. Fontana 82’ | Marcatori |  |

| Torino 18 marzo 1973 22ª giornata | Juventus         | 0 – 0 | Napoli | Stadio Comunale\| Arbitro: \| Bernardis (Roma) \| |
| Arbitro:                          | Bernardis (Roma) |       |        |                                                   |

| Arbitro: | Casarin (Milano) |

|                 |           |             |
| S. Esposito 35’ | Marcatori | 64’ Favalli |

| Verona 8 aprile 1973 24ª giornata | Verona           | 0 – 0 | Napoli | Stadio Marcantonio Bentegodi\| Arbitro: \| Torelli (Milano) \| |
| Arbitro:                          | Torelli (Milano) |       |        |                                                                |

| Arbitro: | Toselli (Cormons) |

|             |           |          |
| Mariani 75’ | Marcatori | 86’ Sala |

| Arbitro: | Moretto (San Donà di Piave) |

|             |           |                     |
| Mariani 19’ | Marcatori | 1’ (aut.) Vavassori |

| Arbitro: | Monti (Ancona) |

|              |           |  |
| Chiarugi 90’ | Marcatori |  |

| Arbitro: | Martinelli (Catanzaro) |

|               |           |            |
| Ferradini 72’ | Marcatori | 5’ Rimbano |

| Arbitro: | Michelotti (Parma) |

|         |           |               |
| Boni 6’ | Marcatori | 67’ Ferradini |

| Arbitro: | Angonese (Mestre) |

|             |           |  |
| Damiani 89’ | Marcatori |  |

### Coppa Italia

#### Primo turno
| Arbitro: | Mascali (Desenzano del Garda) |

|                                              |           |  |
| Improta 23’ (rig.) Mariani 42’ Pulitelli 80’ | Marcatori |  |

| Arbitro: | Torelli (Milano) |

|  |           |                 |
|  | Marcatori | 18’ S. Esposito |

| Arbitro: | Monti (Ancona) |

|             |           |  |
| Zurlini 60’ | Marcatori |  |

| Arbitro: | Casarin (Milano) |

|              |           |             |
| Vallongo 14’ | Marcatori | 65’ Rimbano |

| 10 settembre 1972 5ª giornata |  | – Turno di riposo NAPOLI |  |  |

#### Secondo turno
| Arbitro: | Schena (Foggia) |

|          |           |                 |
| Riva 72’ | Marcatori | 82’ (aut.) Nené |

| Arbitro: | Agnolin (Bassano del Grappa) |

|  |           |                                |
|  | Marcatori | 35’ S. Pellizzaro 74’ Musiello |

| Arbitro: | Gialluisi (Barletta) |

|  |           |                  |
|  | Marcatori | 8’, 81’ Chiarugi |

| Arbitro: | Giunti (Arezzo) |

|             |           |  |
| Damiani 70’ | Marcatori |  |

| Arbitro: | Reggiani (Bologna) |

|                    |           |             |
| Zurlini 23’ (aut.) | Marcatori | 16’ Mariani |

| Arbitro: | Trinchieri (Reggio Emilia) |

|                        |           |  |
| Rivera 18’, 33’ (rig.) | Marcatori |  |

## Statistiche

### Statistiche di squadra
| Competizione | Punti | In casa | In casa | In casa | In casa | In casa | In casa | In trasferta | In trasferta | In trasferta | In trasferta | In trasferta | In trasferta | Totale | Totale | Totale | Totale | Totale | Totale | DR |
| Competizione | Punti | G       | V       | N       | P       | Gf      | Gs      | G            | V            | N            | P            | Gf           | Gs           | G      | V      | N      | P      | Gf     | Gs     | DR |
| ------------ | ----- | ------- | ------- | ------- | ------- | ------- | ------- | ------------ | ------------ | ------------ | ------------ | ------------ | ------------ | ------ | ------ | ------ | ------ | ------ | ------ | -- |
| Serie A      | 28    | 15      | 7       | 8       | 0       | 17      | 6       | 15           | 0            | 6            | 9            | 1            | 14           | 30     | 7      | 14     | 9      | 18     | 20     | -2 |
| Coppa Italia |       | 5       | 3       | 0       | 2       | 5       | 4       | 5            | 1            | 3            | 1            | 4            | 5            | 10     | 4      | 3      | 3      | 9      | 9      | 0  |
| Totale       |       | 20      | 10      | 8       | 2       | 22      | 10      | 20           | 1            | 9            | 10           | 5            | 19           | 40     | 11     | 17     | 12     | 27     | 29     | -2 |

### Statistiche dei giocatori
| Giocatore      | Serie A  | Serie A | Coppa Italia | Coppa Italia | Totale   | Totale |
| Giocatore      | Presenze | Reti    | Presenze     | Reti         | Presenze | Reti   |
| -------------- | -------- | ------- | ------------ | ------------ | -------- | ------ |
| A. Abbondanza  | 16       | 0       | 4            | 0            | 20       | 0      |
| G. Bruscolotti | 28       | 0       | 10           | 0            | 38       | 0      |
| M. Calosi      | -        | -       | 2            | 0            | 2        | 0      |
| Cané           | 18       | 0       | 5            | 0            | 23       | 0      |
| P. Carmignani  | 29       | -20     | 10           | -9           | 39       | -29    |
| G. Damiani     | 28       | 6       | 9            | 1            | 37       | 7      |
| P. De Gennaro  | 1        | 0       | 1            | 0            | 2        | 0      |
| S. Esposito    | 26       | 2       | 10           | 1            | 36       | 3      |
| G. Ferradini   | 6        | 2       | 4            | 0            | 10       | 2      |
| D. Fontana     | 9        | 1       | 1            | 0            | 10       | 1      |
| G. Improta     | 28       | 2       | 8            | 1            | 36       | 3      |
| A. Juliano     | 22       | 0       | 7            | 0            | 29       | 0      |
| G. Mariani     | 24       | 3       | 10           | 2            | 34       | 5      |
| G. Merighi     | -        | -       | 1            | 0            | 1        | 0      |
| A. Motti       | 2        | 0       | -            | -            | 2        | 0      |
| A. Nardin      | 1        | 0       | -            | -            | 1        | 0      |
| D. Panzanato   | 3        | 0       | 3            | 0            | 6        | 0      |
| M. Pincelli    | -        | -       | 1            | 0            | 1        | 0      |
| L. Pogliana    | 13       | 0       | 5            | 0            | 18       | 0      |
| G. Pulitelli   | -        | -       | 2            | 1            | 2        | 1      |
| B. Ranieri     | 3        | 0       | 1            | 0            | 4        | 0      |
| A. Rimbano     | 28       | 0       | 9            | 1            | 37       | 1      |
| G. Umile       | 5        | 0       | 2            | 0            | 7        | 0      |
| G. Vavassori   | 29       | 0       | 6            | 0            | 35       | 0      |
| M. Zurlini     | 30       | 0       | 9            | 1            | 39       | 1      |